# Francis Gruber
Pour les articles homonymes, voir Gruber.
Francis Gruber est un peintre expressionniste français né à Nancy, le 15 mars 1912 et mort de la tuberculose le 1er décembre 1948, à Paris.

## Biographie
Fils du maître-verrier Art nouveau Jacques Gruber, ce peintre est révélateur de la peinture dite d'avant-guerre, mais plutôt que d'aller à la recherche de l'abstrait, Francis Gruber privilégie les figures humaines aux traits ciselés et bruts.
C'est l'un des rares représentants du mouvement expressionniste en France. Il fut principalement influencé par Jérôme Bosch et Albrecht Dürer, également par Mathias Grünewald, ainsi que le graveur lorrain Jacques Callot. Il débute dans la peinture dès l'âge de 18 ans et se fait connaître avec sa première exposition au Salon d'automne et des Tuileries. Il suit des cours de peinture à l'Académie scandinave. En 1938, il rencontre l'artiste Alberto Giacometti qui deviendra son conseiller et son ami. En 1947, il reçoit le Prix national de peinture.
Francis Gruber s'est installé avant la guerre à Thomery, en Seine-et-Marne, au Vieux Château où il reçut de nombreux amis et artistes. Il fut enterré dans le cimetière du village où Louis Aragon fit son oraison funèbre et Alberto Giacometti dessina sa tombe.

## Expositions
- Kunsthalle de Berne et musée d'art moderne de la ville de Paris, 1976.
- Le musée des beaux-arts de Nancy lui consacra une exposition du 2 mai au 17 août 2009[3].
- Rétrospective au musée d'art Roger-Quilliot de Clermont-Ferrand[4] du 1er octobre au 31 décembre 2009.

## Sélection d'œuvres
- Autoportrait (1935)
- Modèle dans l'atelier (1935), musée d'art Roger-Quilliot de Clermont-Ferrand
- Le Calvaire (1935), musée des beaux-arts de Dijon
- Les Malheurs de l'amour (1937), musée d'art moderne de la ville de Paris
- L’Art et la science (1937), musée d'art moderne de Saint-Étienne
- Le Printemps (1937), collection particulière
- L'Automne (1937), collection particulière
- La Noyée (1941), collection particulière
- Autoportrait (1942), musée des beaux-arts de Nancy
- Coin d'atelier (1942)
- Hommage à Jacques Callot (1942), musée des beaux-arts de Nancy
- Nu au gilet rouge (1944), musée d'art moderne de la ville de Paris
- Le Lit rouge (1944), musée national d'histoire et d'art du Luxembourg
- La Barricade (1944), collection particulière
- Femme sur un canapé (1945), musée des beaux-arts de Nancy
- L'Amour quitte la terre (1946), galerie de la Présidence, Paris
- Nu au divan rouge (1948), collection particulière
- Nu aux fleurs (1948)
- Paysage de printemps (1948), musée d'art moderne de la ville de Paris
- Cartes décoratives dans le bureau du Ministre dans l'ancien Ministère de la Marine marchande, Paris 7e arr[5].